# Literatura juvenil

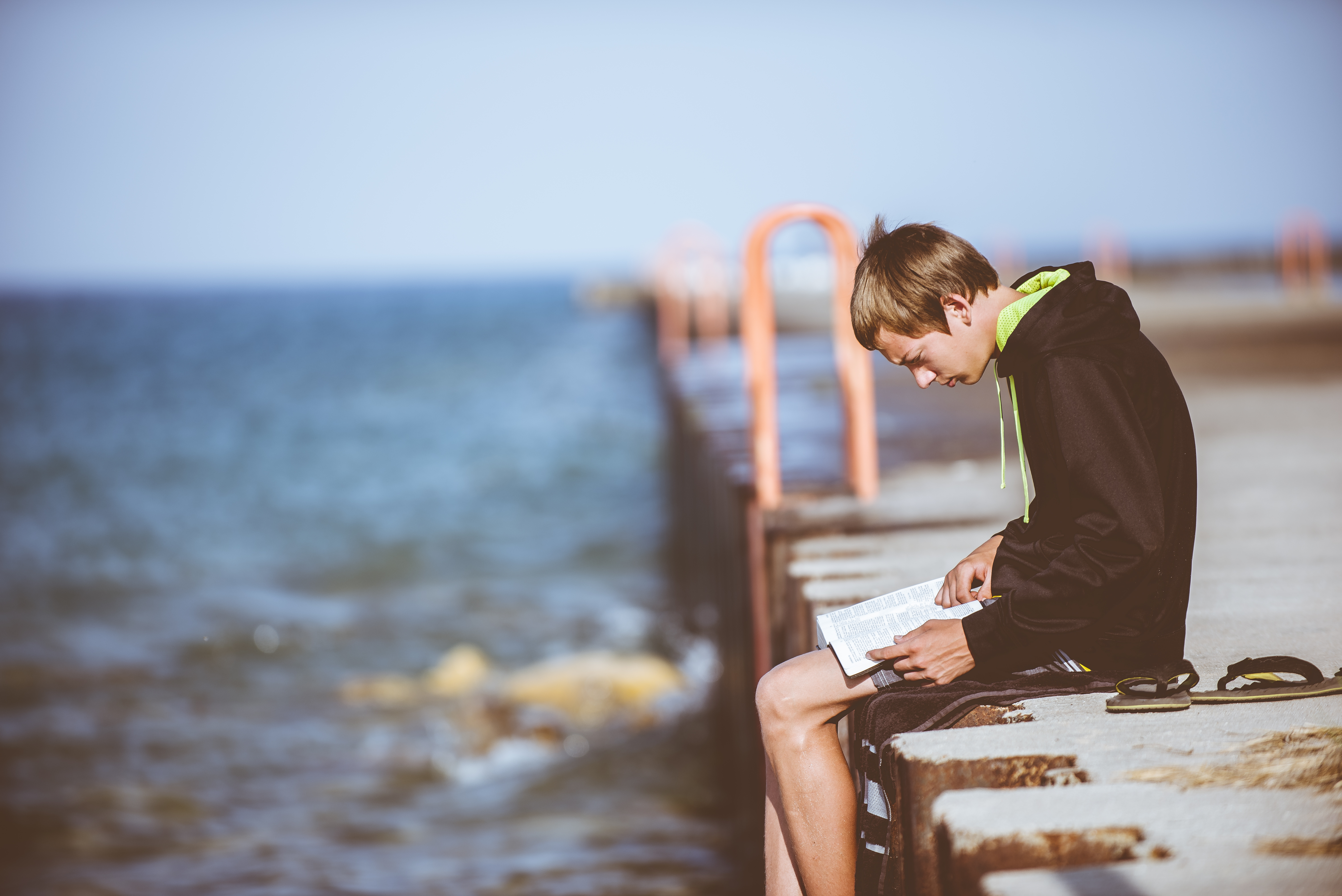
Ben White 22/08/2016

Literatura juvenil es aquella especialmente dirigida a lectores que atraviesan por la juventud, si bien no exclusivamente. Este concepto va a menudo unido al de literatura infantil, enunciándose como literatura infantil y juvenil, si bien guardan algunas características diferenciadoras entre ellos.
Son narraciones dirigidas a un público joven, no infantil, no adulto. Quizás desde los 12 hasta los años que se precisen para que el lector pase de la etapa de lectura transparente y sin dificultades a ser un lector adulto, no en edad, sino en aceptar la complejidad del texto literario. 
Pero, ¿dónde empezaría y dónde acabaría el calificativo “juvenil”? La adolescencia es una etapa vital cuyo reconocimiento social es todavía reciente: antes del fin de Segunda Guerra Mundial se pasaba de la infancia a la juventud directamente, porque el inicio de la edad laboral era muy temprano; incluso, educativamente, en muchos países no se ha reconocido la adolescencia hasta que no se ha extendido la educación obligatoria alcanzando una edad más avanzada (vid. Lluch 2003a: 35).
El principal obstáculo con el que nos encontramos al hablar de literatura juvenil (LJ) es el de diferenciarla de la literatura infantil (LI), puesto que a menudo ambas literaturas se han solido integrar bajo la denominación global de literatura infantil y juvenil (LIJ), (algún autor, por ejemplo Enzo Petrini, ha utilizado el término de literatura juvenil   para abarcar también la infantil). Tal vez el carácter transitorio, breve y, en muchos casos, inaprehensible, que desde el punto de vista psicoevolutivo ofrecen la adolescencia y la juventud como edad de paso desde la infancia a la madurez, haya complicado aún más una definición satisfactoria de  la literatura juvenil, desde la perspectiva concreta del receptor literario.
A este tipo de literatura se le ha querido tradicionalmente dar unas funciones tanto de entretenimiento, como didáctica y de formación del hábito lector.
Los temas tratados en la literatura juvenil no difieren en mucho de los de la literatura de adultos (amor, tragedia, guerra...) si bien se les da un tratamiento bastante más lineal tanto a estos como a los personajes, siendo estos últimos de poca variabilidad psicológica. Esta interiorización se minimiza dando mayor importancia a la acción que a la caracterización psicológica de los personajes. Asimismo, los personajes suelen ser creados para que el público lector pueda identificarse con ellos, especialmente los protagonistas. Sin embargo, algunos autores han señalado lo conveniente de que esta literatura, por su carácter de experiencia y la influencia que tiene en los lectores, ha de elegir cuidadosamente sus temas. Se suele señalar como tema genérico la búsqueda de identidad del protagonista, a la vez que la identificación del lector con él.

### ETAPAS DE FORMACIÓN DE UN LECTOR.[2]
| Lector plenamente infantil. (De los 6 a los 12 años) E | En que se ve como héroe o heroína, porque la lectura satisface su necesidad de imaginarse a sí mismo como personaje principal con autosuficiencia para resolver problemas. Los mejores textos de esa etapa combinan situaciones idénticas con la diversidad. |  |
| ------------------------------------------------------ | --- |  |
| De los 12 años a los 17                                | El lector tiene el sentimiento de ser único. Es un pensador y el género preferido es la tragedia, sobre todo la tragedia de ser expulsado del grupo, de no ser aceptado por los compañeros y convertirse en un ser ridículo o patético. Las convenciones de la literatura juvenil ya no se adaptan a la complejidad de las nuevas experiencias y busca cosas nuevas. Al final de esa etapa es cuando el lector se detiene en su proceso o sigue adelante. |  |
| Cuarta etapa.                                          | El lector se convierte ya en intérprete. Es decir, pasa del texto transparente que no ofrece dificultades, al texto problemático, cuando se da cuenta de que otros lectores encuentran diferentes significados al leer el mismo texto y a veces recurre a la autoridad del autor o del profesor, o bien a la multiplicidad de opiniones, respetables todas, y de ahí al relativismo y a la responsabilidad personal de su propia interpretación. Es el momento crucial en el que el joven se pregunta: ¿por qué tenemos que analizar con tanto detalle los libros, no podríamos leer los por puro placer, sin tantos estudios? Es otro modo de formular la pregunta: ¿quiero continuar el esfuerzo de profundización en mi proceso de lector o no? Si se detiene, queda convertido en el lector medio, popular, juvenil tenga la edad que tenga. Si sigue adelante, pasa al texto inteligible. |  |
| Quinta etapa                                           | En ese estadio leemos siendo a la vez participantes y espectadores. Nos servimos con frecuencia de orientaciones de otros campos: religión, antropología, lingüística, psicoanálisis ... Para muchos lectores la obra tiene una validez mimética, como representación de la actual experiencia del mundo que el lector podría experimentar. |  |

La cuestión de la “calidad literaria” de la literatura para jóvenes aparece como uno de los temas más cuestionados, cosa que ocurría y ocurre también con la literatura infantil, si bien el tema del “canon literario” de la literatura para niños ha sido tratado con más amplitud y provisionalmente resuelto con más acierto que en el caso de la literatura para jóvenes.

## Lenguaje
El vocabulario de este tipo de literatura es amplio, y suele huirse de palabras alejadas del uso cotidiano, así como de recursos literarios difíciles. Ese léxico adecuado puede además incidir en su aspecto más didáctico en la formación del vocabulario del lector. En este sentido, a menudo encontramos que las editoriales dividen sus colecciones de literatura juvenil por edades, atendiendo a este factor. El objetivo de la literatura juvenil es el escapismo, la gratificación instantánea, la nostalgia y ser algo agradable y ameno para el lector.

## Género
No hay diferencias distinguibles en los estilos de género entre la ficción para jóvenes y la ficción para adultos. Algunos de los géneros más comunes de los YA incluyen la ficción contemporánea, la fantasía, el romance y la distopía. Los géneros híbridos también son comunes en la literatura juvenil.

### Novelas con problemas
Las novelas de problemas sociales o novelas de problemas son un subgénero de la literatura que se centra y comenta problemas sociales globales. Suelen ser un tipo de ficción realista que característicamente muestra temas contemporáneos como la pobreza, las drogas y el embarazo. Publicada en 1967,  Los intrusos de S.E. Hinton suele acreditarse como la primera novela problemática. Tras este lanzamiento, las novelas problemáticas se popularizaron y dominaron durante la década de 1970.
La bibliotecaria Sheila Egoff describió tres razones por las que las novelas problemáticas resuenan entre los adolescentes:
- Representan situaciones reales que viven los lectores, por lo que tienen "valor terapéutico"
- Son interesantes, novedosos y ajenos a quienes no experimentan estos problemas,
- Presentan argumentos maduros que apelan al deseo de los niños de crecer.

Un ejemplo clásico de novela problemática y que definió el subgénero es Pregúntale a Alice de Anonymous (seudónimo de Beatrice Sparks) publicada en 1971. Pregúntale a Alice está escrita en primera persona como el diario de una joven que experimenta muchos problemas mientras crece. Para hacer frente a sus problemas, la protagonista comienza a experimentar con las drogas. Ejemplos modernos de novelas problemáticas son Speak de Laurie Halse Anderson, Crank de Ellen Hopkins, y The Perks of Being a Wallflower de Stephen Chbosky.

### Los límites entre la ficción infantil, juvenil y adulta
Las distinciones entre la literatura infantil, la literatura juvenil y la literatura para adultos han sido históricamente flexibles y poco definidos. Esta línea es a menudo vigilada por los adultos que se sienten en la frontera. En el extremo inferior del espectro de edad, la ficción dirigida a lectores de 8 a 12 años se denomina ficción de grado medio. Algunas novelas comercializadas originalmente para adultos son de interés y valor para los adolescentes, y viceversa, como en el caso de libros como la serie de novelas de Harry Potter.
Algunos ejemplos de novelas y series de novelas de grado medio incluyen la serie Percy Jackson de Rick Riordan, The Underland Chronicles de Suzanne Collins, y Diary of a Wimpy Kid de Jeff Kinney. Algunos ejemplos de novelas y series de novelas para jóvenes adultos son la serie Harry Potter de J. K. Rowling, la trilogía Los juegos del hambre de Suzanne Collins, la serie Alex Rider de Anthony Horowitz y la serie Mortal Instruments de Cassandra Clare.[cita requerida]
Las novelas de grado medio suelen ser para las edades de 8 a 12 años. Suelen ser más cortas, y su temática y contenido son mucho menos maduros y complejos que los de las novelas juveniles. Las novelas para jóvenes tienen entre 12 y 18 años y abordan temas y contenidos más maduros y adultos. Las novelas de grado medio suelen tener protagonistas menores de 13 años, mientras que las novelas juveniles suelen tener protagonistas de entre 12 y 18 años.

## Crítica

### Contenido
Los temas maduros en la ficción para jóvenes adultos son a menudo cuestionados. Los activistas conservadores y los grupos religiosos critican la ficción juvenil por la violencia, el contenido sexual, la homosexualidad y temas como el suicidio. La ficción especulativa para jóvenes adultos es a veces objeto de críticas por razones religiosas, incluyendo debates religiosos sobre la serie Harry Potter. También se critica a los autores de ficción juvenil por su supuesta insensibilidad hacia las comunidades marginadas o apropiación cultural.

### Diversidad
La ficción juvenil en lengua inglesa y la literatura infantil en general han mostrado históricamente una falta de libros con un personaje principal que sea una persona de color, LGBT, o discapacitado. En el Reino Unido, el 90% de los títulos de YA más vendidos entre 2006 y 2016 presentaban personajes principales blancos, sin discapacidad, cisgénero y heterosexuales. Las cifras de autores de libros infantiles han mostrado una falta de diversidad similar. Entre 2006-2016, el ocho por ciento de todos los autores de jóvenes adultos publicados en el Reino Unido eran personas de color.
Algunos consideran que la diversidad es beneficiosa, ya que anima a los niños de diversos orígenes a leer y enseña a los niños de todos los orígenes una visión precisa del mundo que les rodea.  A mediados de la década de 2010, se prestó más atención a la diversidad desde diversos ámbitos. En los años siguientes, las cifras de diversidad parecen haber aumentado: Una encuesta mostró que en 2017, una cuarta parte de los libros infantiles tenían protagonistas de minorías, lo que supone un aumento de casi el 10% respecto a 2016.

### Consumismo
Jack Zipes, profesor de alemán y literatura, ha criticado el carácter comercializado de la ficción juvenil en la sociedad occidental, centrándose específicamente en cómo obras como Harry Potter son promocionadas por industrias capitalistas como los medios de comunicación y Hollywood. Escribe que para convertirse en un éxito comercial, una obra tiene que "ajustarse a los estándares de excepción establecidos por los medios de comunicación y promovidos por la industria cultural en general." Zipes afirma que existen similitudes entre Harry Potter y otros héroes conocidos, como Superman, David, Pulgarcito, Jack el matagigantes, Aladino y los personajes de Horatio Alger.
Hay quienes sostienen que las novelas y franquicias comerciales para niños promueven el capitalismo y las ideologías reaccionarias. Entre estos críticos se encuentra el autor Ewan Morrison, que afirma: "Las narrativas distópicas que actualmente consumen las mentes de millones de adolescentes en todo el mundo están comunicando ideas de derechas"." Otro crítico es Andrew O'Hehir que critica las novelas YA porque cree que promueven el consumismo. Un artículo de la revista Jacobin sostiene que "también hay una fantasía autoritaria particularmente neoliberal en el mundo de Potter"

### Estética
Ciertos críticos de las novelas juveniles creen que tales libros tienen un estilo de escritura pobre y una falta de madurez intelectual, siendo estas críticas puestas en contra de Harry Potter, por ejemplo. Chris Crowe, profesor de inglés y de literatura para jóvenes adultos, describe las críticas a la ficción para jóvenes adultos como el temor a que ésta sustituya a las obras clásicas. Cita la disponibilidad de lo que considera ficción para jóvenes adultos mal escrita, así como la novedad del género que hace difícil que se establezca frente a la literatura clásica.